# Our Friends in the North
Our Friends in the North è una fiction britannica, prodotta dalla BBC e originariamente trasmessa in nove puntate su BBC Two all'inizio del 1996. Racconta la storia di quattro amici nella città di Newcastle upon Tyne nel Nord Est dell'Inghilterra dall'altro ha messo in reali eventi politici e sociali il Newcastle e la Gran Bretagna nel suo complesso durante l'era rappresentata, tra cui le elezioni generali, la polizia e la corruzione del governo locale, lo sciopero dei minatori nel Regno Unito e la grande tempesta del 1987. 
La serie è comunemente considerata una dei più riusciti drammi televisivi della BBC degli anni novanta, scritto da The Daily Telegraph come "Una produzione in cui tutti hanno lavorato per servire la visione dello scrittore". In un sondaggio di professionisti nel settore dalla British Film Institute nel 2000, era al 25º posto in una lista dei 100 migliori programmi televisivi britannici del XX secolo.

## Trama
Ciascuno dei nove episodi della serie si svolge durante l'anno per il quale prende il nome, 1964, 1966, 1967, 1970, 1974, 1979, 1984, 1987 e 1995. Gli episodi seguono i quattro personaggi principali e come cambia la loro vita, e le carriere e le relazioni sullo sfondo degli avvenimenti politici e sociali del Regno Unito al momento.
I quattro amici sono Domenico 'Nicky' Hutchinson (interpretato da Christopher Eccleston), Maria Soulsby (Gina McKee), George 'Geordie' Peacock (Daniel Craig) e Terry 'Tosker' Cox (Mark Strong). La serie inizia nel 1964 con il ritorno di Nicky da un periodo di lavoro con i diritti civili in movimento nel sud degli Stati Uniti. Geordie spera di formare un pop di gruppo con il suo compagno di Tosker.
Tuttavia, Nicky è convinto di mollare il lavoro per corrompere il politico locale Austin Donohue (Alun Armstrong), influenzato dall'idealismo apparente di Donohue e il desiderio di cambiare Newcastle per il meglio. Questo è molto fastidioso per il sindacalista padre Felix (Peter Vaughan), che non vuole sprecare il figlio per l'opportunità di migliorarlo. Nicky termina il rapporto con Maria quando dorme con Tosker e rimane incinta, poi si sposano, il che significa che va anche fuori dell'università. In fuga dalla ragazza incinta Geordie parte per Londra, dove cade nella squallida malavita barone con Benny Barrett (Malcolm McDowell).
Geordie è inizialmente di successo come impiegato da Barrett nel suo Soho discoteche e sexy shop. Nicky, nel frattempo, si rende conto dell'entità dei rapporti corrotti di Donohue con l'imprenditore edile John Edwards (Geoffrey Hutchings) e si dimette con disgusto.
Dai primi anni settanta, la polizia ha usato la mano pesante nell'attività di Barrett, e la loro corruzione, ma non prima che Barrett abbia ingannato Geordie, mandandolo in prigione come ritorsione per un affare. Nel 1979, Nicky è tornato alla politica tradizionale e si erge come un membro del Parlamento nelle elezioni politiche per il Partito laburista, ma viene sconfitto dal partito conservatore candidato (Saskia Wickham) dopo una campagna diffamatoria. Geordie riparte poco prima delle elezioni, per non essere visto di nuovo nella serie fino al 1987.